# گرگ دراموند
گرگ دراموند (انگلیسی: Greg Drummond؛ زادهٔ ۳ فوریهٔ ۱۹۸۹) ورزشکار کرلینگ اهل بریتانیا است.